# Die Entstehung der Kontinente und Ozeane
Genèse des océans et des continents
Die Entstehung der Kontinente und Ozeane (La Genèse des océans et des continents : théories des translations continentales) est un ouvrage de l'astronome et climatologue allemand Alfred Lothar Wegener, la première édition datant de 1915 en langue allemande et de 1919 en langue française. Il présente la théorie connue aujourd'hui sous le nom de dérive des continents. Cet ouvrage pose les premiers jalons de la théorie actuelle de la tectonique des plaques lithosphériques.
Dans cet ouvrage, Wegener explique la formation des océans et des reliefs par une lente dérive des océans. Il propose également que l'émergence des montagnes provient du choc de continents alors que la conception à l'époque veut que les chaînes montagneuses résultent de plissements anciens de l'écorce terrestre.

## Dates des éditions
| Pays | Titre                                                                           | Année (n° éd.)                                          | Éditeurs et suppléments                                                       |
| ---- | ------------------------------------------------------------------------------- | ------------------------------------------------------- | ----------------------------------------------------------------------------- |
| (de) | Die Entstehung der Kontinente und Ozeane                                        | 1. 1915 (1re), 2. 1920 (2d), 3. 1922 (3e), 4. 1929 (4e) | - Sammlung Vieweg, no 23, 1915, 94p. ; - Die Wissenschaft, no 66, 1920, 135p. |
| (fr) | La Genèse des continents et des océans - théorie des translations continentales | 1. 1925 (1re), 2. 1937 (?)                              | - Librairie, Nizet et Bastard, 1937, 236p. d'après la 5e et 6e éd allemande   |